# Vilaverd
Vilaverd – gmina w Hiszpanii, w prowincji Tarragona, w Katalonii, o powierzchni 12,53 km². W 2011 roku gmina liczyła 488 mieszkańców.